# Solti István
Solti István (1932. szeptember 23. –) labdarúgó, hátvéd.

## Pályafutása
1954 és 1961 között a Bp. Honvéd labdarúgója volt. Az élvonalban 1954. október 31-én mutatkozott be a Szegedi Haladás ellen, ahol csapata 7–2-es győzelmet aratott. Tagja volt 1954-es bajnokcsapatnak. 1961 és 1963 között a Csepel együttesében szerepelt. Összesen 114 első osztályú bajnoki mérkőzésen lépett a pályára és öt gólt szerzett. 1964-ben a Bp. Spartacus játékosa lett. 1966-ban a Fővárosi Autóbuszba igazolt.

## Sikerei, díjai
- Magyar bajnokság
  - bajnok: 1954
  - 2.: 1957–58
  - 3.: 1958–59